# 대서양림오시쿠도
대서양림오시쿠도(Oxymycterus dasytrichus)는 비단털쥐과에 속하는 남아메리카 설치류이다. 브라질 남동부 지역에서만 발견되며, 대서양림과 해수면과 해발 800m 사이의 습윤 지대에서 서식한다.